# Герб острова Вознесіння
Герб острова Вознесіння було затверджено урядом острова Вознесіння у серпні 2012 року. До цього на острові використовували герб Об'єднаного королівства, або герб острова Святої Єлени.